# 한국형 원자력 잠수함
한국형 원자력 잠수함은 대한민국 정부에서 보유 의지를 천명한 잠수함이다.

## 역사

### 원자력 잠수함 보유 의지 천명
2020년 7월 28일, 청와대는 "차세대 잠수함은 3면이 바다인 우리나라에서 당연한 일", "차세대 잠수함은 핵연료를 사용하는 핵추진 잠수함.", "핵추진 잠수함 건조와 한·미 원자력협정은 별개"라는 3차례의 답변으로 원자력 잠수함 보유 의지를 사실상 천명했다. 청와대 국가안보실 2차장이 이 날 개정한 한·미 미사일지침의 의의를 설명하는 자리에서 한 발언이라서 더 의미가 크다.

### 한국형 원자력 잠수함의 모델
잠수함에는 킬러(killer)와 부머(Boomer) 두 종류가 있다. 킬러는 같은 군함을 사냥하는게 주 임무지만, 부머는 적의 도시나 주요 지점에 전략 무기를 타격시키는게 목표다. 킬러는 공격형 잠수함, 부머는 전략형 잠수함으로도 불린다.

바라쿠다(서프렌급)잠수함 컨셉도

#### 공격형 원자력 잠수함
한국 밀리터리계에서 자주 한국형 잠수함의 모델로 프랑스 해군의 바라쿠다급 잠수함을 언급한다. 이유는 도산안창호급 잠수함의 1조원 건조비, 3,000톤급 스펙은 바라쿠다급과 차이가 안 나지, 3조원(2.8억 달러)이 넘는 버지니아급 잠수함과는 거리가 멀다. 후계 잠수함을 설계하면 바라쿠다급과 겹치는 스펙이 될 가능성이 농후하다.
- 국적 :  프랑스
- 함급 : 바라쿠다급
- 종류 : 공격형 원자력 잠수함(SSN)
- 1척 건조비 : 13억 유로(1조8,000억원)[2]
- 중량 : 4,700톤(수상시), 5,300톤(잠수시)
- 무장 : 24발 중어뢰
- 작전기간 : 식량 보급을 추가로 안 받을 시 70일, 받을 시 반영구적.

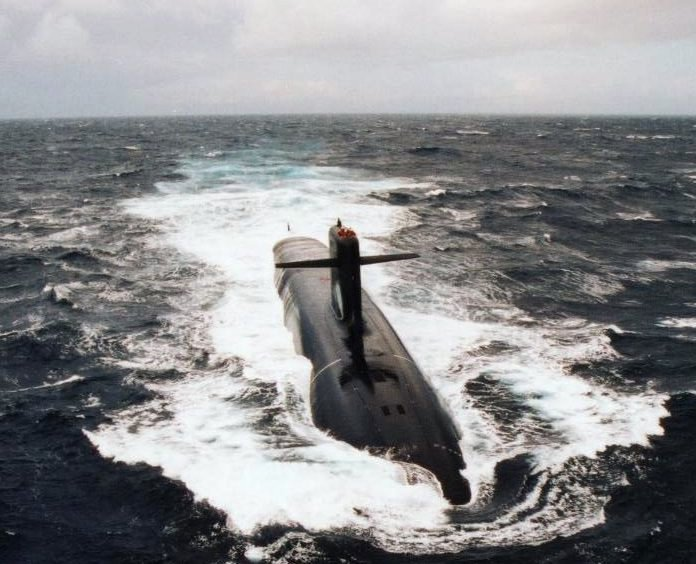
프랑스의 전략 핵잠수함 트리옹팡급 잠수함.

#### 전략형 원자력 잠수함
열등한 해군력을 가진 나라가 처음부터 공격형이 아닌 전략형 원자력 잠수함부터 개발 및 보유했던 사례도 094형 잠수함를 통해 증명됐다. 문혁의 혼란기에도 1970년대 중화인민공화국은 마오쩌둥 국가주석의 강한 의지와 추진력으로 핵잠수함 보유국 반열에 오를 수 있었다. 청와대도 SLBM 도입 의지를 천명했고 SLBM은 곧 전략형 원자력 잠수함이며, 정부가 주장하는 잠수함 모델의 사실상 1안이다. 건조연도가 제일 최신이고, 건조국가가 한국과 GDP가 제일 비슷한 국가는  프랑스의 트리용팡급 잠수함이 있다. M51 (유도탄), M45 (유도탄) 등을 발사할 수 있는 SLBM이기에 한국 정부의 요구를 충족시켜준다. 다만, 비용이라는 현실적인 문제가 있다.
- 국적 :  프랑스
- 함급 : 트리옹팡급
- 종류 : 전략형 원자력 잠수함(SSBN)
- 1척 건조비 : 31억 유로(4조3,600억원)[3]
- 중량 : 12,000톤(수상시), 14,000톤(잠수시)
- 무장 : 16발 분의 SLBM 수직발사관, 4발 중어뢰
- 작전기간 : 식량 보급을 받을 시 이론 상 20년-25년 작전 가능

## 찬반 입장

### 찬성 논리
- 비(非)핵 전쟁억지력이 된다.(핵탄두 휴대 안 할 경우) : 핵탄두를 휴대하지 않는다 해도, n개월 이상의 작전이 가능하고 적의 도시에 유효타를 날릴 수 있다면 전쟁억지력은 충분하다. 그렇다면 한반도 비핵화 명분도 흔들리지 않고, 대한민국 정부도 이 군함을 외교 테이블에서 당당히 내밀 수도 있다.
- 항공모함보다 저렴하며 실패시 부담도 적다. : 항공모함은 1척이어도 호위할 방공구축함, 군수지원함 등의 대함대가 모두 필요하고 12조원이 넘는 막대한 예산을 소모하지만, 핵잠수함은 12조원이면 6척~9척을 편성한다. 한반도 3면을 지켜야 한다고 청와대가 말했으니 6척~9척의 수를 잘 생각해가며 3면을 커버할 수가 있다. 그런 반면, 항공모함 1척만으론 3면에서 항상 주둔할 수가 없다. 사실상 섬나라, 무역의존국가 한국으로선 3면의 바다가 봉쇄되는 건 최악의 시나리오다.
- 중국, 일본에게 좋은 외교 압박 수단 : 대한민국은 일본보다 열세한 해군을 갖고 있다. 일본이 보유한 40여척의 방공구축함중 1척의 미사일 사거리가 180km이기 때문에 한국의 바다 3면에 각각 3척씩만 주둔해도 한국에서 출항하는 모든 선박을 조준이 가능하다. 게다가 정밀한 탐지장비를 갖춘 가와사키 P-1 초계기도 370km 공지해를 동시에 탐지하는 AESA레이더를 무장했기 때문에 30대가 작전해도 한국의 모든 선박은 모두 일본에게 정밀하게 감시당한다. 한국은 중국에게도 미사일 전력, 핵탄두 전력에서 열세인 상태다. 이런 불균형한 이웃나라 간의 군사력 균형을 핵잠수함은 단번에 해소한다.

### 반대 논리
- 주변국에게만 좋은 짓 : 주변국은 반발을 할 것이다. 그렇지만 주변국은 반발을 하면서 "그럼 우린 더 많은 거 지어도 되는 명분이 생겼네?"라며 내심 기분 좋을 것이다. 북한을 제외하고는 GDP와 군사비가 한국보다 낮은 주변국은 거의 없다.  일본,  중국,  러시아(단, 군사비만 우등)보다 경제력이 열등한 한국은 이들과 군비 경쟁이 시작되면 따라가기만 바빠서 경쟁력을 잃는다. 최후에 손해를 보는 건 한국이다.
- 시기상조론 : 대한민국 해군은 여전히 방공구축함 숫자가 주변국에 비해 턱 없이 적어 요원하다. KDDX, 광개토-III Batch-II 배치 후일지라도, 레이더 탐지거리 30km인 원시적인 레이더 MW-08에 의존하는 KD-2를 제외하면 12척의 방공구축함이 전부여서,   일본 :  중국 :  대한민국은 2030년에 56척 : 70여척 : 11척의 심각한 전력 불균형을 초래한다. 핵잠수함은 수상함이 더 건실하고 66함대 계획이 완성된 뒤에도 안 늦다. 경제력에서 가상 적국보다 열등하다는 이유로 값비싼 수상함대를 아예 포기하고 저렴하고 비용대비 효과가 높은 핵잠수함내지 잠수함을 400여척 운영했던  소련의 전철을 밟을 필요가 없다.

## 같이 보기
- 소류급 잠수함
- 바라쿠다급 잠수함